# Martie 1989
Acest articol este generat integral pe baza informațiilor din articolul 1989 și este actualizat periodic de un robot.
 Editările făcute în articol vor fi șterse la următoarea actualizare! Dacă doriți să faceți modificări, editați articolul-sursă.

ianuarie -
februarie -
martie -
aprilie -
mai -
iunie -
iulie -
august -
septembrie -
octombrie -
noiembrie -
decembrie
Martie 1989 a fost a treia lună a anului și a început într-o zi de miercuri.

## Evenimente
- 6 martie: Purtătorul de cuvânt al Ministerului de Externe sovietic anunță abolirea doctrinei Brejnev, afirmând că viitorul fiecărei țări est-europene se află în propriile ei mâini.
- 11 martie: 6 comuniști care deținuseră funcții importante în Partidul Comunist Român: Gheorghe Apostol, Alexandru Bârlădeanu, Constantin Pârvulescu, Corneliu Mănescu, Silviu Brucan și Grigore Răceanu i-au adresat lui Nicolae Ceaușescu o scrisoare deschisă, citită la postul de radio „Europa liberă", cunoscută drept Scrisoarea celor șase.
- 18 martie: În Egipt este descoperită în Marea Piramidă de la Giza, o mumie cu vechime de 4.400 ani.

## Nașteri
- 1 martie: Mert Günok, fotbalist turc (portar)
- 1 martie: Kris Richard, baschetbalist român
- 1 martie: Carlos Alberto Vela Garrido, fotbalist mexican (atacant)
- 2 martie: Tobias Albertine Maurits Alderweireld, fotbalist belgian
- 2 martie: Zié Diabaté, fotbalist ivorian
- 3 martie: Shuichi Gonda, fotbalist japonez (portar)
- 3 martie: Ioana Raluca Olaru, jucătoare română de tenis
- 5 martie: Jake Lloyd, actor-copil american
- 5 martie: Kensuke Nagai, fotbalist japonez (atacant)
- 6 martie: Nikos Barboudis, fotbalist român
- 6 martie: Agnieszka Radwańska, jucătoare poloneză de tenis
- 6 martie: Iana Zvereva, scrimeră rusă
- 7 martie: Ekaterina Davidenko, handbalistă rusă
- 9 martie: Kim Tae-yeon, cântăreață sud-coreeană
- 10 martie: Etrit Fadil Berisha, fotbalist albanez (portar)
- 11 martie: Anton Yelchin (n. Anton Viktorovich Yelchin), actor american de film și televiziune (d. 2016)
- 12 martie: Vytautas Černiauskas, fotbalist lituanian (portar)
- 13 martie: Holger Badstuber, fotbalist german
- 13 martie: Marko Marin, fotbalist german
- 13 martie: Răzvan Iulian Ochiroșii, fotbalist român
- 15 martie: Jonis Khoris, fotbalist marocano-italian
- 15 martie: Robert Sighiartău, politician român
- 15 martie: Emmy, cântăreață albaneză (d. 2011)
- 16 martie: Jasna Boljević (n. Jasna Tošković), handbalistă muntenegreană
- 16 martie: Jasna Tošković, handbalistă muntenegreană
- 17 martie: Valentin Dinu, cântăreț român
- 17 martie: Shinji Kagawa, fotbalist japonez
- 18 martie: Alexandra-Corina Bogaciu, politician român
- 18 martie: Lily Collins, actriță britanică
- 19 martie: Eugen Sidorenco, fotbalist din R. Moldova (atacant)
- 20 martie: Damirbek Olimov, cântăreț tadjic (d. 2022)
- 21 martie: Jordi Alba Ramos, fotbalist spaniol
- 21 martie: Anthony Nwakaeme Nuatuzor, fotbalist nigerian (atacant)
- 23 martie: Ayesha Curry, actriță canadiană
- 23 martie: Mike Will Made It, muzician american
- 23 martie: Eric Maxim Choupo-Moting, fotbalist germano-camerunez (atacant)
- 23 martie: Mai Nishida, actriță japoneză
- 24 martie: Sabina Jacobsen, handbalistă suedeză
- 25 martie: Alyson Michalka, actriță, muziciană, compozitoare și cântăreață americană
- 26 martie: Mădălin Lemnaru, rugbist român
- 26 martie: Simon Kjær, fotbalist danez
- 29 martie: Lilia Fisikovici, maratonistă din R. Moldova
- 29 martie: Tomáš Vaclík, fotbalist ceh (portar)
- 30 martie: João Sousa, jucător de tenis portughez
- 31 martie: Anatolii Herei, scrimer ucrainean
- 31 martie: Syam Ben Youssef, fotbalist tunisian

## Decese
Liviu Corneliu Babeș, 46 ani, artist român (n. 1942)
Vasile Netea (aka Victor Lucrețiu), 77 ani, istoric român (n. 1912)
Maurice Herbert Evans, 87 ani, actor britanic (n. 1901)
Zita de Bourbon-Parma (n. Zita Maria delle Grazie Adelgonda Micaela Raffaela Gabriella Giuseppina Antonia Luisa Agnese), 96 ani, soția împăratului Carol I al Austriei (n. 1892)
Ryūzō Kikushima, 75 ani, scenarist japonez (n. 1914)
Dina Sfat (n. Dina Kutner de Sousa), 50 ani, actriță braziliană (n. 1938)
Nina Masalskaia, 88 ani, actriță sovietică (n. 1901)
Nina Behar, 58 ani, regizoare de film, română (n. 1930)
Nicolae Steinhardt (n. Nicu-Aurelian Steinhardt), 77 ani, scriitor, publicist și teolog român de origine evreiască (n. 1912)